# Emeltyű

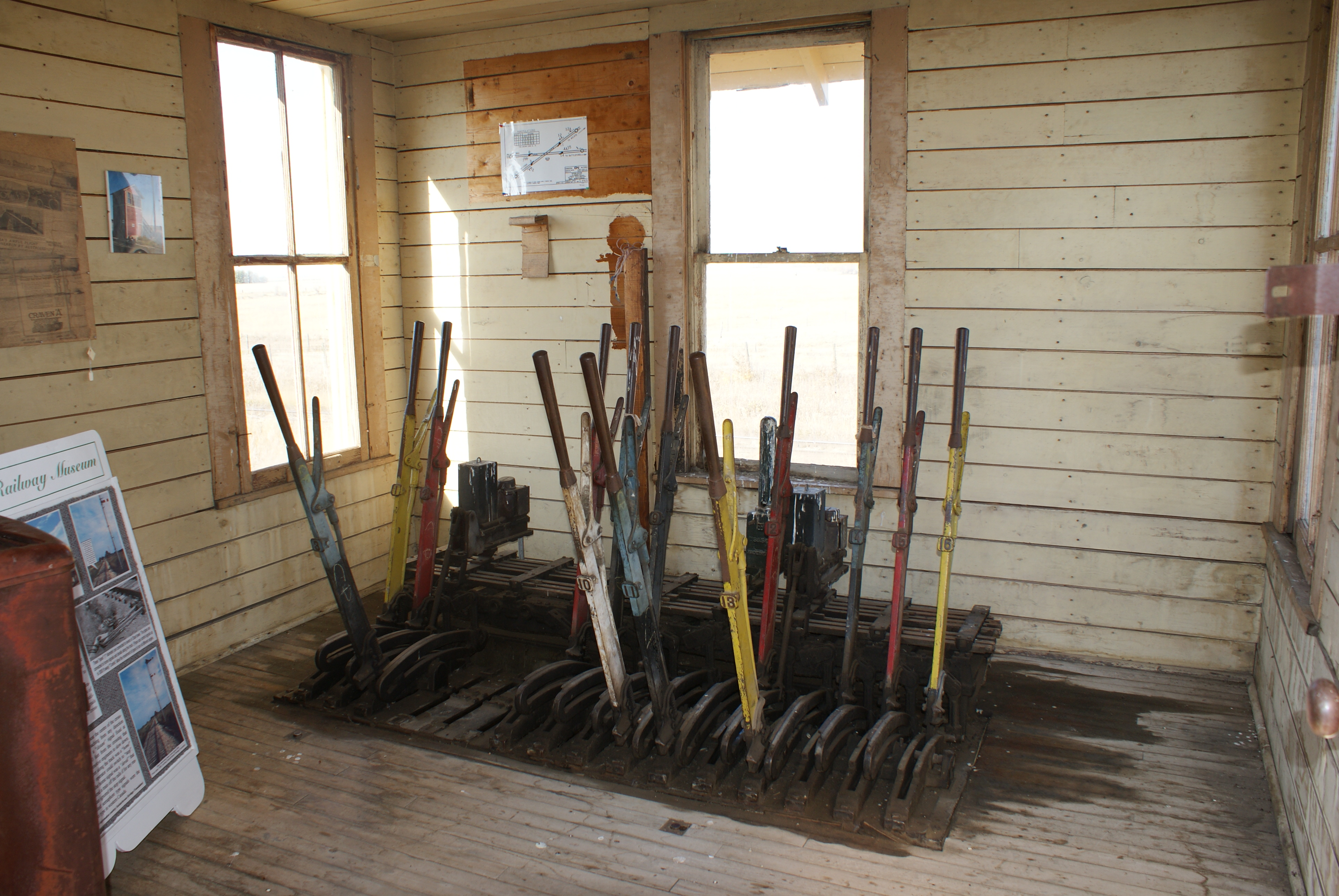
Emeltyűk

Az emeltyű (a magyar vasutas szakzsargonban hébli, a német der Hebel (=emelő) szóból) a mechanikus vasúti biztosítóberendezések alkatrésze. Segítségével az állítóközpontból emberi erővel lehet a különböző berendezéseket (pl.: váltók, jelzők, reteszek) működtetni.

## Az emeltyűk színe, állása
- Az állított berendezés jellegére utal, zárójelben a szabványos állással: 
  - A főjelzőket és az előjelzőket vörös színű emeltyűvel lehet állítani.
  - A tolatásjelzőket kék színű emeltyűvel lehet állítani (lent)
  - A váltókat fekete színű emeltyűvel lehet állítani
  - Az ellenőrző reteszt sárga színű emeltyűvel lehet működtetni (fent)
  - A szürke szín siklasztósarut jelent (lent)

A tolatásjelzőknél és az egy emeltyűszárral állítandó jelzőknél az alsó helyzet a megállj állásra utaló állás, azaz előjelzőnél A főjelzőn Megállj jelzés várható, a főjelzőn Megállj, tolatásjelzőnél Tilos a tolatás állás. A felső helyzet a szabadra utaló állás, azaz előjelőn A főjelzőn Szabad, sebességcsökkentés nélkül továbbhaladást engedélyező jelzés várható, a főjelzőn Szabad, a tolatásjelzőn Szabad a tolatás állás.
Ha a váltóállító emeltyű alsó helyzetben: a váltó forgalmi szempontból a haladó menetek részére egyenes irányba áll; felső helyzetben: a váltó forgalmi szempontból a haladó menetek részére kitérő irányba áll.
Az ellenőrző retesz felső állásában az ellenőrző retesz oldott állapotban van, alsó állásában pedig lezárt állapotban.
A kisiklasztó saru emeltyűje a saru vágányról lefordított helyzetében alsó helyzetében, a vágányra felfordított helyzetében pedig felső helyzetében van.

## Az emeltyűk állítása
- Általában három fázisra osztható:
  - Kicsappantás
  - Állítás
  - Becsappantás

## Speciális emeltyű
- Vannak olyan speciális emeltyűk, amiknél ez a felosztás másképp is elképzelhető (természetesen a hagyományos sorrend is lehetséges):
  - Kicsappantás nélkül állítás (a vonóvezetékhálózat mozdulatlan marad ezalatt)
  - Kicsappantás
  - Állítás
  - Becsappantás

Ilyen különleges emeltyűkkel állítják a háromfogalmú (alak) előjelzőket és egyes esetekben a reteszt is.

## Az emeltyűk működési elve
Az állítóemeltyű több részből áll. A kerek, peremes, függőleges tárcsa alakú alkatrész neve lánckorong, a vonóvezeték-hálózat acél vonóvezetékéhez kapcsolódó úgynevezett kalibrált blokklánc van átvezetve rajta, hogy szinte teljes egészében átöleli azt. A lánc megcsúszása ellen úgy védekeznek, hogy a lánckorong vonatkozó része a lánc negatívja alapján került öntésre, így a lánc azon pontosan és biztosan fekszik fel. Ennek a gyakorlati jelentősége igen nagy, elvégre a berendezés nagyon sokszor csak és kizárólag az emeltyű állását ellenőrzi, a külső téri (emeltyűvel mozgatott) objektum tényleges állását gyakran nem tudja (kivétel az ellenőrző retesszel felszerelt váltók ellenőrzött állása).
A lánckorongot forgatni nem könnyű dolog, ezért a forgatónyomaték növelése céljából emeltyűszárat szereltek fel rá, amelyen található a krómozott markolat és a kicsappantás során esetleges túlerőltetés elleni rugós tag. Ez biztosítja, hogy az állítóemeltyűt abban az esetben sem lehet kicsappantani (és így átállítani), amikor a berendezés ezt megakadályozza, mert így akadálytalanul, csak a kezelőszemélyzeten múlna az, hogy ne okozhasson balesetet a külső téri elem (váltó, jelző) átállítása; hiszen a kezelőszemélyzet csak a rugót tudja feszíteni, a rugó nem húzza magával a szögemeltyűt és így nem fordul a függőségi szekrényben a tengelyre erősített (függőségi) kilincs.
Az emeltyű által létrehozott elmozdulás (vonóvezeték út) függ az állítandó berendezés távolságától és magától az állítandó külső téri elemtől.
Váltót, kisiklasztósarut, bejárati és kijárati jelzőt, valamint tolatásjelzőt 500 mm-es elmozdulással (500-as állítóemeltyűvel), előjelzőt, távol fekvő jelzőt általában 670 mm-es emeltyűvel állítunk.
Létezik egy karral és két karral rendelkező emeltyű. Az egykarú emeltyű (első megközelítésben a két állású) két stabil állással rendelkezik, nevesen az emeltyűnek van alsó és felső állása. A két karral rendelkező emeltyűnek három állapota van: az egyik emeltyűszár lent, a másik fent; mindkét emeltyűszár lent; mindkét emeltyűszár fent. A még nem említett negyedik állást nem használják. A kétkarú emeltyűvel (teljes vagy fél-) átszelési kitérőket, háromfogalmú előjelzőket, háromfogalmú bejárati jelzőket és régen két- és háromkarú kijárati jelzők felső két karját állítják, állították. A szabványos állás az, amikor a berendezéssel szemben állva a bal kéz felé eső emeltyűszár alsó, a jobb kéz felé eső emeltyűszár felső állásban áll. Az egyik emeltyűszár másik állásba állításakor a vonóvezeték-kör mindkét irányban 500–500 mm-t tud mozdulni, azaz az egyik emeltyűszár az egyik irányba, a másik emeltyűszár a másik irányba mozdítja el a vonóvezeték-kört. Az eltérő értelmű mozgással megoldható a külső téri elemek két különböző, az alapállástól eltérő állapotba állítása.
A 670 mm-es emeltyű hasonló a fent tárgyakhoz, a különbség annyi, hogy a felső helyzet „messzebb” található, az alsó helyzetből tovább kell mozgatni az emeltyűt.
A kétkarú emeltyűt pl. jobb helykihasználás érdekében pótolni lehet olyan, egy emeltyűszárral rendelkező emeltyűvel, aminek van ún. üresfutása, azaz az emeltyűszár kicsappantás (és így a lánckorong forgatása) nélkül felső vagy alsó helyzetbe vihető (ha éppen nem a megfelelőben van), majd ott kicsappantható, és így, a lánckoronggal együtt a másik végállásba vihető, majd ott becsappantható.
Fontos, hogy az emeltyű maga nem biztosítja a biztonságos vonatközlekedés feltételeit jelentő kezelési sorrend kikényszerítését, azt a felette található szerkezeti elemek (kilincsek és vonalzók együttműködése, illetve az opcionális blokkmezők) biztosítják, „csupán” az emberi erőt növelik meg az emeltyűszár hosszának számszorosával, illetve meggátolják, hogy a kezelő ki ne csappantsa az emeltyűt akkor, amikor az balesetveszélyt okozhatna.
Tehát:
Az emeltyűn rögzítve van a lánc vége, amely lánc a vonóvezetékhez csatlakozik és úgy jut el az állítandó berendezéshez. A kicsappantás csak akkor történhet meg, ha a biztosítóberendezésbe épített függőségek ezt lehetővé teszik (pl.: bejárati jelző akkor állítható „Szabad!” állásba, ha a váltó(k) egyenes irányban állnak). Kicsappantás nélkül pedig állítani nem lehet. A becsappantásra azért van szükség, mert az is működtet(het) további függőségeket (pl.: ha a bejárati jelzőt „Megállj!” állásba állítottuk, a váltózárkulcsot el lehet fordítani és ki lehet venni a berendezésből). Az emeltyűk megnövelik az állításhoz alkalmazható erőkart, ami különösen fontos a távolabb eső berendezések állítása esetén.

## Képek emeltyűkről
- http://www.oberlausitzer-eisenbahnen.de/bilder/fotos/orte/bertsdorf/017.jpg%5B%5D
- http://www.vergessene-bahnen.de/Bilder/Ex576/StellwLeimbach2.jpg
- https://web.archive.org/web/20160304235744/http://www.rainer.magic-of-fire.com/pfa/ungarn/Bauart%20Siemens%20%26%20Halske/gal/index.htm